# 金华胜
金华胜（1985年6月22日—）是一名韩国举重运动员，身高1.78米。2010年，在广州亚运会中以390千克夺得男子105公斤级举重第四名。他也曾参加2006年亚洲运动会和2012年夏季奥林匹克运动会。